# 黄槽毛竹
黄槽毛竹（学名：Phyllostachys heterocycla cv. Luteosulcata Wen），为剛竹屬龜甲竹的一个品种/栽培型。